# Svetovno dvoransko prvenstvo v atletiki 2018
Svetovno dvoransko prvenstvo v atletiki 2018 je sedemnajsto svetovno dvoransko prvenstvo v atletiki, ki je potekalo med 1. in 4. marcem 2018 v dvorani Arena Birmingham v Birminghamu, Združeno kraljestvo. Udeležilo se ga je 632 atletov iz 144-ih držav, ki so tekmovali v 26-ih disciplinah.

## Dobitniki medalj
| Disciplina     | Zlato                                                                              | Zlato        | Srebro                                                                                                   | Srebro       | Bron                                                                      | Bron            |
| 60 m           | Christian Coleman (USA)                                                            | 6.37 CR      | Su Bingtian (CHN)                                                                                        | 6.42 AB      | Ronnie Baker (USA)                                                        | 6.44            |
| 400 m          | Pavel Maslák (CZE)                                                                 | 45.47 SB     | Michael Cherry (USA)                                                                                     | 45.84        | Deon Lendore (TTO)                                                        | 46.37           |
| 800 m          | Adam Kszczot (POL)                                                                 | 1:47.47      | Drew Windle (USA)                                                                                        | 1:47.99      | Saúl Ordóñez (ESP)                                                        | 1:48.01         |
| 1500 m         | Samuel Tefera (ETH)                                                                | 3:58.19      | Marcin Lewandowski (POL)                                                                                 | 3:58.39      | Abdelaati Iguider (MAR)                                                   | 3:58.43         |
| 3000 m         | Yomif Kejelcha (ETH)                                                               | 8:14.41      | Selemon Barega (ETH)                                                                                     | 8:15.59      | Bethwell Birgen (KEN)                                                     | 8:15.70         |
| 60 m ovire     | Andrew Pozzi (GBR)                                                                 | 7.46 SB      | Jarret Eaton (USA)                                                                                       | 7.47         | Aurel Manga (FRA)                                                         | 7.54            |
| 4x400 m        | Poljska Karol Zalewski Rafał Omelko Łukasz Krawczuk Jakub Krzewina Patryk Adamczyk | 3:01.77 WR   | ZDA · Fred Kerley · Michael Cherry · Aldrich Bailey · Vernon Norwood · Marqueze Washington · Paul Dedewo | 3:01.97 SB   | Belgija · Dylan Borlée · Jonathan Borlée · Jonathan Sacoor · Kevin Borlée | 3:02.51 DR      |
| Skok v višino  | Danil Lisenko (ANA)                                                                | 2.36 m       | Mutaz Essa Barshim (QAT)                                                                                 | 2.33 m       | Mateusz Przybylko (GER)                                                   | 2.29 m          |
| Skok ob palici | Renaud Lavillenie (FRA)                                                            | 5.90 m       | Sam Kendricks (USA)                                                                                      | 5.85 m       | Piotr Lisek (POL)                                                         | 5.85 m          |
| Skok v daljino | Juan Miguel Echevarría (CUB)                                                       | 8.46 m WL    | Luvo Manyonga (RSA)                                                                                      | 8.44 m AR    | Marquis Dendy (USA)                                                       | 8.42 m PB       |
| Troskok        | Will Claye (USA)                                                                   | 17.43 m WL   | Almir dos Santos (BRA)                                                                                   | 17.41 m PB   | Nelson Évora (POR)                                                        | 17.40 m DR      |
| Suvanje krogle | Tomas Walsh (NZL)                                                                  | 22.31 m CR   | David Storl (GER)                                                                                        | 21.44 m SB   | Tomáš Staněk (CZE)                                                        | 21.44 m         |
| Sedmeroboj     | Kevin Mayer (FRA)                                                                  | 6348 točk WL | Damian Warner (CAN)                                                                                      | 6343 točk DR | Maicel Uibo (EST)                                                         | 6265 pttočks PB |

## Dobitnice medalj
| Disciplina     | Zlato | Zlato          | Srebro | Srebro     | Bron                                                                                    | Bron        |
| 60 m           | Murielle Ahouré (CIV)                                                                                     | 6.97 WL, NR    | Marie-Josée Ta Lou (CIV) | 7.05 PB    | Mujinga Kambundji (SUI)                                                                 | 7.05        |
| 400 m          | Courtney Okolo (USA)                                                                                      | 50.55 PB       | Shakima Wimbley (USA) | 51.47      | Eilidh Doyle (GBR)                                                                      | 51.60 SB    |
| 800 m          | Francine Niyonsaba (BDI)                                                                                  | 1:58.31 WL, NR | Ajeé Wilson (USA) | 1:58.99 PB | Shelayna Oskan-Clarke (GBR)                                                             | 1:59.81 PB  |
| 1500 m         | Genzebe Dibaba (ETH)                                                                                      | 4:05.27        | Laura Muir (GBR) | 4:06.23    | Sifan Hassan (NED)                                                                      | 4:07.26     |
| 3000 m         | Genzebe Dibaba (ETH)                                                                                      | 8:45.05        | Sifan Hassan (NED) | 8:45.68 SB | Laura Muir (GBR)                                                                        | 8:45.78 SB  |
| 60 m ovire     | Kendra Harrison (USA)                                                                                     | 7.70 CR, =AR   | Christina Manning (USA) | 7.79       | Nadine Visser (NED)                                                                     | 7.84        |
| 4x400 m        | ZDA · Quanera Hayes · Georganne Moline · Shakima Wimbley · Courtney Okolo · Joanna Atkins · Raevyn Rogers | 3:23.85 CR     | Poljska Justyna Święty-Ersetic Patrycja Wyciszkiewicz Aleksandra Gaworska Małgorzata Hołub-Kowalik Joanna Linkiewicz Natalia Kaczmarek | 3:26.09 NR | Združeno kraljestvo Meghan Beesley Hannah Williams Amy Allcock Zoey Clark Anyika Onuora | 3:29.38 SB  |
| Skok v višino  | Marija Lasickene (ANA)                                                                                    | 2.01 m         | Vashti Cunningham (USA) | 1.93 m     | Alessia Trost (ITA)                                                                     | 1.93 m SB   |
| Skok ob palici | Sandi Morris (USA)                                                                                        | 4.95 m CR, WL  | Anželika Sidorova (ANA) | 4.90 m PB  | Katerina Stefanidi (GRE)                                                                | 4.80 m      |
| Skok v daljino | Ivana Španović (SRB)                                                                                      | 6.96 WL        | Brittney Reese (USA) | 6.89 m SB  | Sosthene Moguenara-Taroum (GER)                                                         | 6.85 m SB   |
| Troskok        | Yulimar Rojas (VEN)                                                                                       | 14.63 m WL     | Kimberly Williams (JAM) | 14.48 m PB | Ana Peleteiro (ESP)                                                                     | 14.40 m PB  |
| Suvanje krogle | Anita Márton (HUN)                                                                                        | 19.62 m WL, NR | Danniel Thomas-Dodd (JAM) | 19.22 m NR | Gong Lidžiao (CHN)                                                                      | 19.08 m SB  |
| Peteroboj      | Katarina Johnson-Thompson (GBR)                                                                           | 4750 točk SB   | Ivona Dadic (AUT) | točk SB    | Yorgelis Rodríguez (CUB)                                                                | točk pts NR |

## Medalje po državah
| Poz    | Država              | Zlato | Srebro | Bron | Skupaj |
| 1      | ZDA                 | 6     | 10     | 2    | 18     |
| 2      | Etiopija            | 4     | 1      | 0    | 5      |
| 3      | Poljska             | 2     | 2      | 1    | 5      |
| 4      | Združeno kraljestvo | 2     | 1      | 4    | 7      |
| –      | ANA                 | 2     | 1      | 0    | 3      |
| 5      | Francija            | 2     | 0      | 1    | 3      |
| 6      | Slonokoščena obala  | 1     | 1      | 0    | 2      |
| 7      | Kuba                | 1     | 0      | 1    | 2      |
| 7      | Češka               | 1     | 0      | 1    | 2      |
| 9      | Burundi             | 1     | 0      | 0    | 1      |
| 9      | Madžarska           | 1     | 0      | 0    | 1      |
| 9      | Nova Zelandija      | 1     | 0      | 0    | 1      |
| 9      | Srbija              | 1     | 0      | 0    | 1      |
| 9      | Venezuela           | 1     | 0      | 0    | 1      |
| 14     | Jamajka             | 0     | 2      | 0    | 2      |
| 15     | Nemčija             | 0     | 1      | 2    | 3      |
| 15     | Nizozemska          | 0     | 1      | 2    | 3      |
| 17     | Kitajska            | 0     | 1      | 1    | 2      |
| 18     | Avstrija            | 0     | 1      | 0    | 1      |
| 18     | Brazilija           | 0     | 1      | 0    | 1      |
| 18     | Kanada              | 0     | 1      | 0    | 1      |
| 18     | Katar               | 0     | 1      | 0    | 1      |
| 18     | Južna Afrika        | 0     | 1      | 0    | 1      |
| 23     | Španija             | 0     | 0      | 2    | 2      |
| 24     | Belgija             | 0     | 0      | 1    | 1      |
| 24     | Estonija            | 0     | 0      | 1    | 1      |
| 24     | Grčija              | 0     | 0      | 1    | 1      |
| 24     | Italija             | 0     | 0      | 1    | 1      |
| 24     | Kenija              | 0     | 0      | 1    | 1      |
| 24     | Maroko              | 0     | 0      | 1    | 1      |
| 24     | Portugalska         | 0     | 0      | 1    | 1      |
| 24     | Švica               | 0     | 0      | 1    | 1      |
| 24     | Trinidad in Tobago  | 0     | 0      | 1    | 1      |
| Skupaj | Skupaj              | 26    | 26     | 26   | 78     |

## Sodelujoče države
- Albanija (1)
- Andora (1)
- Antigva in Barbuda (1)
- Argentina (1)
- Armenija (1)
- Aruba (1)
- Avstralija (7)
- Avstrija (4)
- Potrjeni nevtralni športniki (8)
- Azerbajdžan (1)
- Bahami (5)
- Bahrajn (5)
- Bangladeš (1)
- Belorusija (9)
- Belgija (7)
- Belize (1)
- Bermudi (1)
- Bosna in Hercegovina (1)
- Brazilija (8)
- Britanski Deviški otoki (1)
- Bolgarija (5)
- Burkina Faso (1)
- Burundi (3)
- Kambodža (1)
- Kamerun (1)
- Kanada (15)
- Kajmanji otoki (1)
- Čile (1)
- Ljudska republika Kitajska (13)
- Komori (1)
- Cookovo otočje (1)
- Kostarika (2)
- Hrvaška (2)
- Kuba (8)
- Ciper (1)
- Češka (23)
- Demokratična republika Kongo (1)
- Dominika (1)
- Dominikanska republika (6)
- Danska (1)
- Džibuti (3)
- Egipt (1)
- Ekvatorialna Gvineja (1)
- Estonija (2)
- Etiopija (11)
- Fidži (1)
- Finska (3)
- Francija (11)
- Francoska Polinezija (1)
- Nemčija (24)
- Gana (3)
- Gibraltar (1)
- Združeno kraljestvo (36)
- Grčija (9)
- Grenada (3)
- Gvineja Bissau (1)
- Haiti (1)
- Honduras (1)
- Hongkong (1)
- Madžarska (5)
- Islandija (1)
- Indija (1)
- Indonezija (1)
- Iran (1)
- Irak (1)
- Irska (5)
- Italija (13)
- Slonokoščena obala (6)
- Jamajka (30)
- Japonska (1)
- Jordanija (1)
- Kazahstan (5)
- Kenija (8)
- Kosovo (1)
- Kuvajt (2)
- Kirgizistan (1)
- Latvija (4)
- Libanon (1)
- Litva (2)
- Makav (1)
- Severna Makedonija (1)
- Madagaskar (1)
- Maldivi (1)
- Mali (1)
- Malta (1)
- Mavricij (1)
- Mehika (1)
- Mikronezija (1)
- Monako (1)
- Montserrat (1)
- Moldavija (1)
- Maroko (7)
- Namibija (1)
- Nauru (1)
- Nizozemska (9)
- Nova Zelandija (4)
- Nikaragva (1)
- Nigerija (9)
- Severni Marianski otoki (1)
- Norveška (4)
- Oman (1)
- Pakistan (1)
- Papua Nova Gvineja (1)
- Paragvaj (1)
- Peru (1)
- Filipini (1)
- Poljska (27)
- Portugalska (8)
- Portoriko (1)
- Katar (3)
- Kongo (1)
- Romunija (4)
- Sveti Krištof in Nevis (1)
- Sveta Lucija (2)
- Saint Vincent in Grenadine (1)
- Salvador (1)
- San Marino (1)
- Saudova Arabija (3)
- Srbija (5)
- Sejšeli (1)
- Sierra Leone (1)
- Slovaška (3)
- Slovenija (2)
- Salomonovi otoki (1)
- Somalija (1)
- Južna Afrika (6)
- Južni Sudan (1)
- Španija (17)
- Sudan (1)
- Esvatini (1)
- Švedska (14)
- Švica (6)
- Tadžikistan (1)
- Trinidad in Tobago (12)
- Turčija (1)
- Turkmenistan (1)
- Tuvalu (1)
- Ukrajina (17)
- ZDA (69)
- Deviški otoki (1)
- Urugvaj (1)
- Vanuatu (1)
- Venezuela (2)
- Zambija (1)